# Зоряна доба

Зоряний день коротший за сонячний. У момент 1 Сонце і певна далека зоря знаходяться в зеніті. У момент 2 Земля повернулася на 360 градусів, і далека зоря знову в зеніті, а Сонце — ще ні (1→2 = зоряний день). Лише трохи пізніше, у момент 3, Сонце знову буде в зеніті (1→3 = сонячний день).

Зо́ряна доба́ (сидерична доба) — період обертання Землі навколо власної осі в інерційній системі відліку, за яку зазвичай приймають систему відліку, пов'язану з віддаленими зорями.
На 2000-й рік зоряна доба на Землі дорівнює 23год56хв4,090530833с = 86164,090530833 с[джерело?].
Зоряна доба поділяється на зоряні години, хвилини і секунди. Зоряна доба на 3 хв 56 с коротша середньої сонячної доби, зоряна година коротша загальноприйнятої на 9,86 с. Як одиниця часу вживається у виняткових випадках при організації астрономічних спостережень.
Повний оберт точки весняного рівнодення, як і будь-якої іншої точки небесної сфери (так звана зоряна доба, або «24 години зоряного часу»), відбувається за 23 год 56 хв 04 с середнього сонячного часу. У році зоряних діб рівно на одну більше, ніж  сонячних. Тривалість зоряної доби трохи змінюється внаслідок нутації й руху полюсів (тобто похитування Землі щодо її осі обертання), а також через нерівномірність обертання Землі навколо осі. Ці зміни становлять менше 0,001 с.
Зоряна доба складається з більш дрібних періодів:
1. Зоряна година — одиниця часу, уживана в астрономії, яка дорівнює 1/24 зоряної доби. За зоряну годину Земля обертається на 15° відносно віддалених зір, прийнятих за інерційну систему відліку. На 2000 рік зоряний час дорівнює 0год59хв50,1704387847с.
2. Зоряна хвилина — одиниця часу, уживана в астрономії, яка дорівнює 1/60 зоряної години. За зоряну хвилину Земля повертається на 15' відносно віддалених зір, прийнятих за інерційну систему відліку. На 2000 рік зоряна хвилина дорівнює 0год0хв59,8361739797451с.
3. Зоряна секунда — одиниця часу, уживана в астрономії, яка дорівнює 1/60 зоряної хвилини. За зоряну секунду Земля повертається на 15" відносно віддалених зір, прийнятих за інерційну систему відліку. На 2000 рік зоряна секунда дорівнює 0год0хв0,9972695663290856с.

## Кутова швидкість обертання Землі
Оскільки Земля щодо далеких зір, прийнятих за інерційну систему відліку, робить повний оберт за зоряну, а не за сонячну добу, то при обчисленні кутової швидкості обертання Землі слід брати саме цю величину:
{\displaystyle \omega ={\frac {2\pi }{T}}\approx 7,2921158553\cdot 10^{-5}}с−1
Знати кутову швидкість обертання Землі буває потрібно при розрахунку сил інерції (відцентрової, Коріоліса), що потрібно для вирішення завдань гідрології, метеорології, балістики, а також космонавтики. Якщо вважати період обертання Землі рівним 86 400 секундам, то похибка становить 0,3%, що може бути вирішальним для деяких задач (наприклад, для артилерійської стрільби на великі відстані, запуску ракет чи супутників).